# Чарлі Коул
Чарлі Коул  (англ. Charlie Cole; нар. 21 червня 1986) — американський веслувальник, олімпієць.

## Виступи на Олімпіадах
| Олімпіада   | Дисципліна                       | Місце |
| ----------- | -------------------------------- | ----- |
| Лондон 2012 | четвірка розпашна без стернового | 3     |

## Зовнішні посилання
- Досьє на sport.references.com [Архівовано 13 грудня 2012 у Wayback Machine.]

1. ↑  Charles Cole